# ووني (جزيرة)

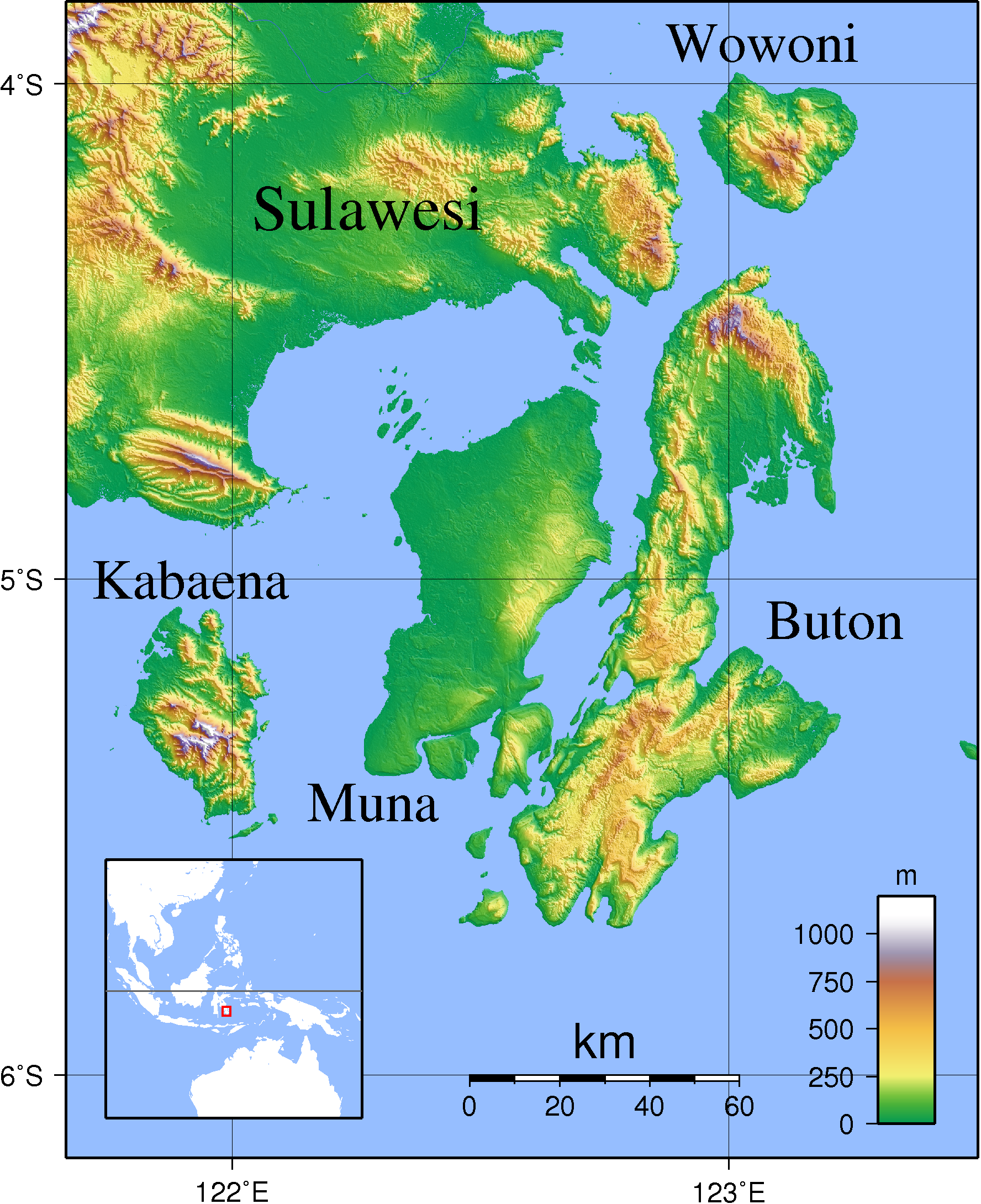
جزيرة ووني وتظهر في الخريطة جزر بوتون ومونا وكاباينا مقابل ساحل جزيرة سولاوسي

جزيرة ووني هي جزيرة إندونيسية تقع ضمن مقاطعة سولاوسي الجنوبية الشرقية في بحر باندا مقابل الساحل الجوبي الشرقي لجزيرة سولاوسي. تبلغ مساحة الجزيرة 715 كم².